# Iridium 33
Iridium 33 était un ancien satellite de télécommunications américain. Il est entré en collision avec une autre satellite, Kosmos-2251, et a été détruit, lors du premier événement répertorié de ce type.

## Caractéristiques
Iridium 33, un satellite de télécommunications de la constellation Iridium, a été lancé en orbite terrestre basse à  01:36 UTC le 14 septembre 1997, depuis le cosmodrome de Baïkonour par une fusée Proton-K,. Il opérait dans le plan 3 de la constellation, avec un nœud ascendant de 230,9°

## Destruction
À 16:55 UTC le 10 février 2009, Iridium 33 est entré en collision avec Kosmos-2251, un ancien satellite de télécommunications, lors de la première collision majeure entre deux engins situés en orbite terrestre. Kosmos-2251 était alors décommisionné et restait en orbite sous forme de débris spatial ; Iridium 33 était toujours en activité.
Les deux satellites ont été détruits lors de la collision, qui a produit un nombre important de débris.